# Saint-Julien-la-Genête
Saint-Julien-la-Genête is een gemeente in het Franse departement Creuse (regio Nouvelle-Aquitaine) en telt 213 inwoners (1999). De plaats maakt deel uit van het arrondissement Aubusson.

## Geografie
De oppervlakte van Saint-Julien-la-Genête bedraagt 11,7 km², de bevolkingsdichtheid is 18,2 inwoners per km².

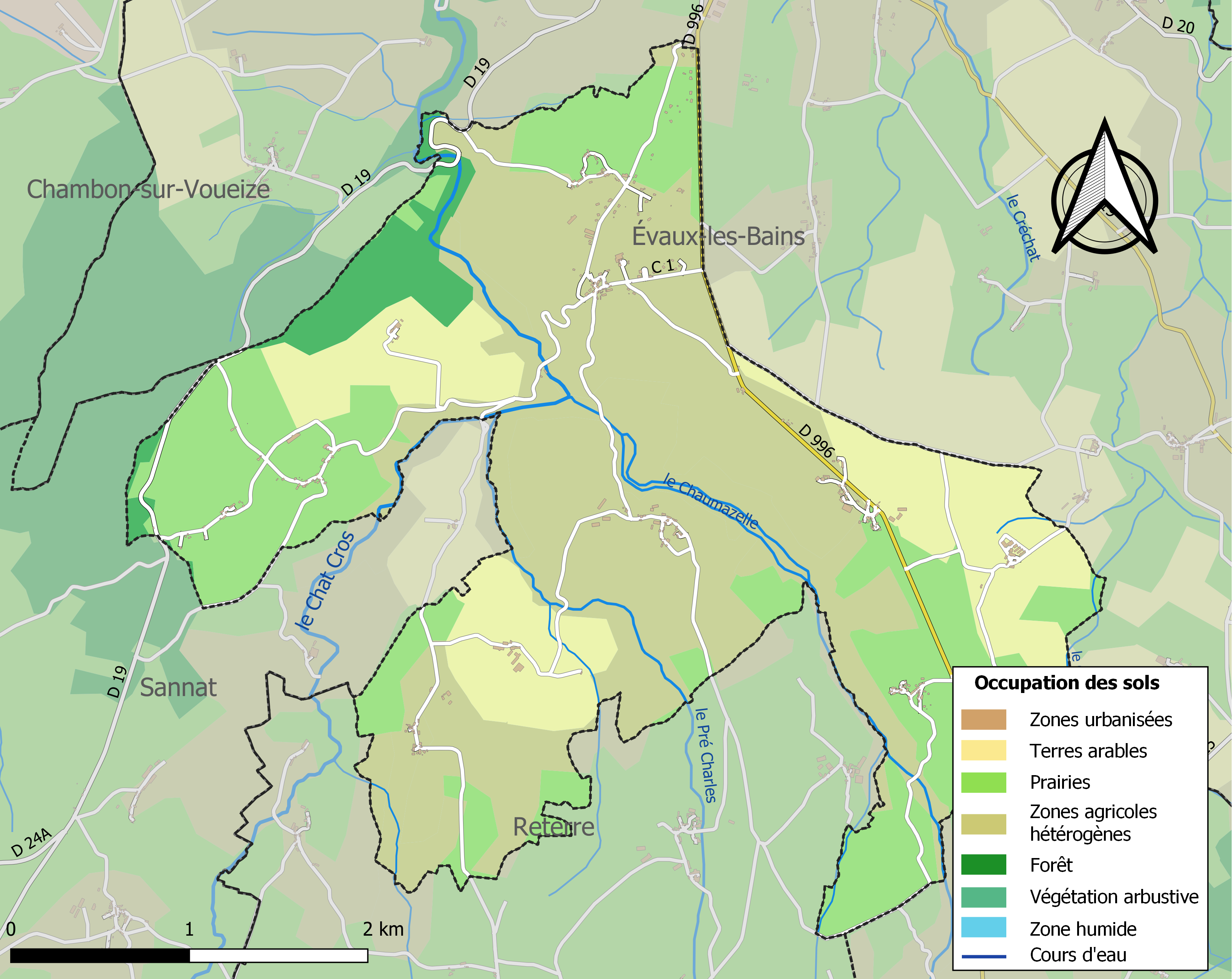
Kaart van de gemeente met de belangrijkste infrastructuur, bodemgebruik en omliggende gemeenten

## Demografie
Onderstaande figuur toont het verloop van het inwonertal (bron: INSEE-tellingen).